# Lijst van burgemeesters van Renkum
Dit is een lijst van burgemeesters van de Nederlandse gemeente Renkum in de provincie Gelderland.
| Ambtsperiode                | Naam burgemeester                           | Partij of stroming | Bijzonderheden |
| --------------------------- | ------------------------------------------- | ------------------ | -------------- |
| 1811 - 1817                 | Louis Nijhoff                               |                    |                |
| 1817 - 1851                 | Joh. Backer                                 |                    |                |
| 1851 - 1866                 | mr. Justinus de Beyer                       |                    |                |
| 1866 - 1892                 | Jan van Embden                              |                    |                |
| 1893 - 1907                 | J.V.M. van Toulon van der Koog              |                    |                |
| 1907 - 1917                 | jhr. L.H.N. Nedermeyer ridder van Rosenthal |                    |                |
| 1917 - 1919                 | C. Zaaijer                                  |                    |                |
| 1919 - 1934                 | Jan van der Molen                           | ARP                |                |
| 1934 - 1949                 | J.J. Talsma                                 |                    |                |
| 1945                        | Jan ter Horst                               |                    | waarnemend     |
| 1949 - 1973                 | Dirk (D.) Matzer van Bloois                 | CHU                |                |
| 1973 - 1986                 | jhr.mr. Henric Gerrit van Holthe tot Echten | CHU / CDA          |                |
| 1986 - 2003                 | Jan Willem (J.W.A.M.) Verlinden             | VVD                |                |
| 2003 - 2007                 | Piet (P.M.) Bruinooge                       | CDA                |                |
| 2007                        | Eppie Klein                                 | SGP                | waarnemend     |
| 2007 - 18 april 2016        | Jean Paul Gebben                            | VVD                | [ 1 ]          |
| 19 april 2016 - 11 mei 2017 | Hein (H.L.M.) Bloemen                       | CDA                | waarnemend     |
| 12 mei 2017 - 10 juni 2025  | Agnes (A.M.J.) Schaap                       | PvdA               | [ 3 ] [ 4 ]    |
| 10 juni 2025                | Marcel Fränzel                              | D66                | waarnemend     |